# Martin Sauerborn
Martin Sauerborn (* 10. August 1854 in Montabaur; † 17. Januar 1921 ebenda) war ein deutscher Bürgermeister und Abgeordneter des Provinziallandtages der Provinz Hessen-Nassau.

## Leben
Martin Sauerborn war der Sohn des Johannes Peter Sauerborn (1819–1886) und dessen Ehefrau Franziska Schmidt († 1902). 
Nach seiner Schulausbildung erlernte er den Beruf des Metzgers und betrieb in seinem Heimatort eine Metzgerei und Gaststätte. 1894/1895 wurde er Schöffe und Beigeordneter in Montabaur. Von 1896 bis 1916 leitete er als Bürgermeister die Geschicke der Stadt.
So setzte er sich 1907 beim Landratsamt Montabaur für die Zuteilung eines amtlichen Abzeichens für die Freiwillige Feuerwehr Montabaur ein.
Von 1897 bis 1920 war er Mitglied im Kreistag des Unterwesterwaldkreises und dort von 1909 an im Kreisausschuss aktiv tätig. 
In den Jahren von 1907 bis 1918 hatte er ein Mandat im Nassauischen Kommunallandtag des preußischen Regierungsbezirks Wiesbaden bzw. im Provinziallandtag der Provinz Hessen-Nassau, wo er Mitglied des Bauausschusses und stellvertretendes Mitglied des Landesausschusses war. 
Von 1907 bis 1910 war Sauerborn für Friedrich Remy in den Parlamenten. 

## Auszeichnungen
- 1916 Ehrenbürger von Montabaur